# Муньядона Кастильська
Муньядона I Старша (*Muniadona Mayor, між 990 та 994 —бл. 1066) — королева-консорт Наварри, графиня Кастилії у 1029—1032 роках.

## Життєпис
Походила з роду Лара. Донька Санчо I, графа Кастилії і Алава, та Урраки Гомес. У 1010 році вийшла заміж за короля Наварри. У 1017 році разом з братом, графом Кастилії, успадкувала графства Рібагорса і Собрарбе.
У 929 році успадкувала графства Кастилія, Алава після вбивства його брата Гарсії II. Втім фактичну владу над усіма спадковими землями перебрав чоловік Санчо III, король Наварри. У 1032 році владу на графствами Кастилія і Алава перебрав син Фердинанд.
У 1035 році після смерті чоловіка постриглася у черниці. Незабаром заснувала монастир Святого Мартина у Фромісті. Тут вона мешкала до самої смерті близько 1066 року.

## Родина
Чоловік — Санчо III, король Наварри
Діти:
- Гарсія (102—1054), король Наварри
- Фернандо (1016—1065), король Кастилії і Леону
- Гонсало (д/н—1045), граф Рібагорси і Собрарбе
- Бернардо (д/н-1024)
- Хімена (д/н—1062), дружина Бермудо III, короля Леону
- Майор (д/н—1044), дружина Понса, графа Тулузи